# Epophthalmia vittigera
Epophthalmia vittigera – gatunek ważki z rodziny Macromiidae. Występuje w północno-wschodnich Indiach (stwierdzony w stanach Asam i Bengal Zachodni) oraz w Azji Południowo-Wschodniej aż po Filipiny i Archipelag Sundajski.